# ژانگ هوی (بازیکن بسکتبال)
ژانگ هوی (انگلیسی: Zhang Hui؛ زادهٔ ۲۹ سپتامبر ۱۹۵۹) بازیکن بسکتبال اهل چین است.